# Tulusrivier
De Tulusrivier is een rivier die stroomt in de Zweedse  gemeente Kiruna. De rivier verzorgt de afwatering van het Tulusjärvi. Ze stroomt naar het zuidwestenweg en is nauwelijks 2 kilometer lang. Samen met haar bronrivier Ryssärivier een circa 11 kilometer.
Afwatering: Tulusrivier → Lainiorivier → Torne → Botnische Golf